# Långa Acksjön
Långa Acksjön är en sjö i Södertälje kommun i Södermanland och ingår i Norrströms huvudavrinningsområde. Sjön är 2,2 meter djup, har en yta på 0,03 kvadratkilometer och befinner sig 67 meter över havet.